# Anastrepha dryas
Anastrepha dryas
 es una especie de insecto díptero que Stone describió científicamente por primera vez en el año 1942.
Esta especie pertenece al género Anastrepha de la familia Tephritidae.